# 열라면
열라면은 오뚜기에서 판매 중인 라면이다. 청보식품에서 출시했다가 청보식품의 부도로 판매가 중단되었다. 이후 1987년 12월 청보식품이 오뚜기에 매각되었으며 1996년부터 오뚜기에서 열라면을 재출시하게 되었다.

## 갤러리

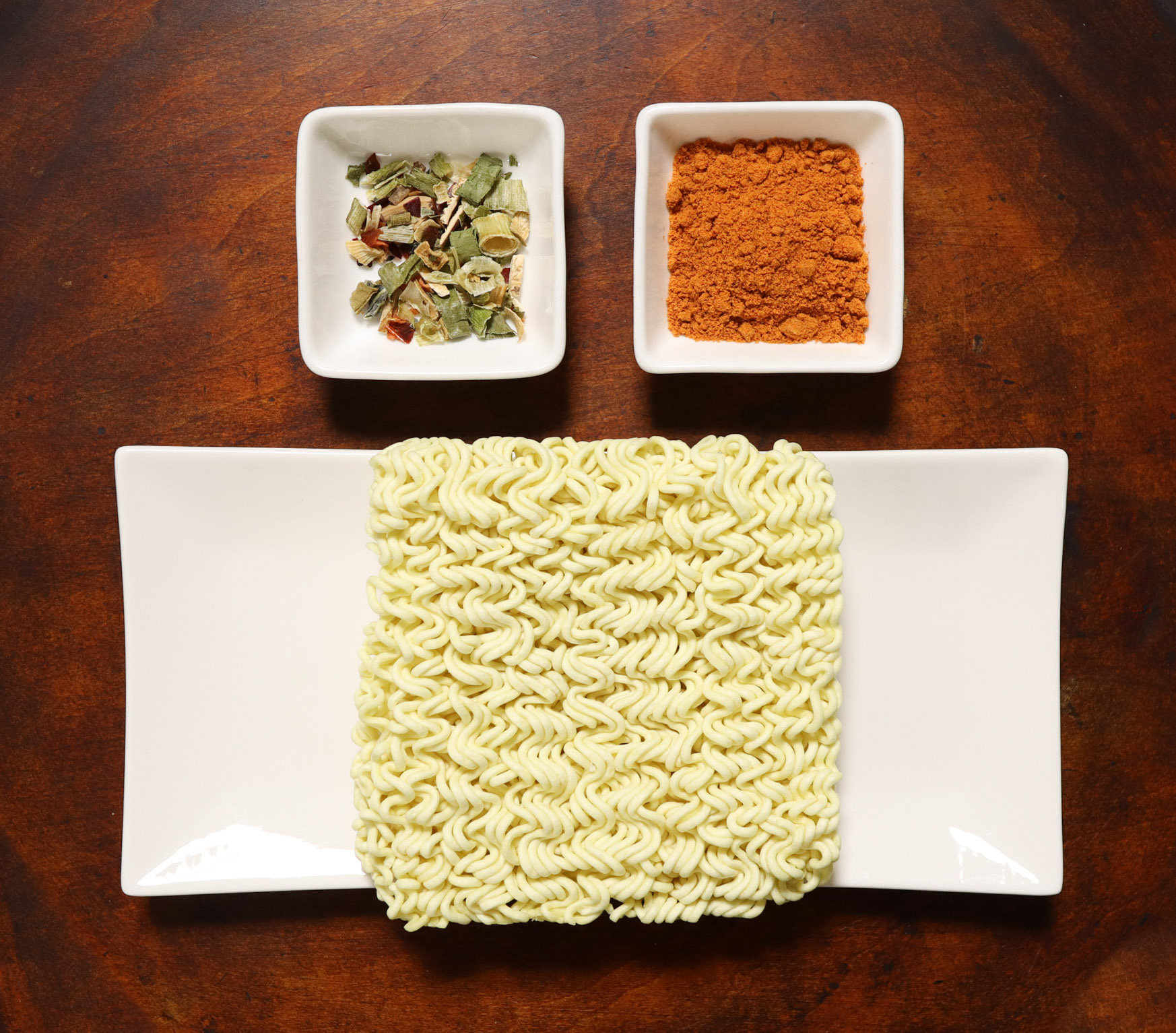
열라면 재료
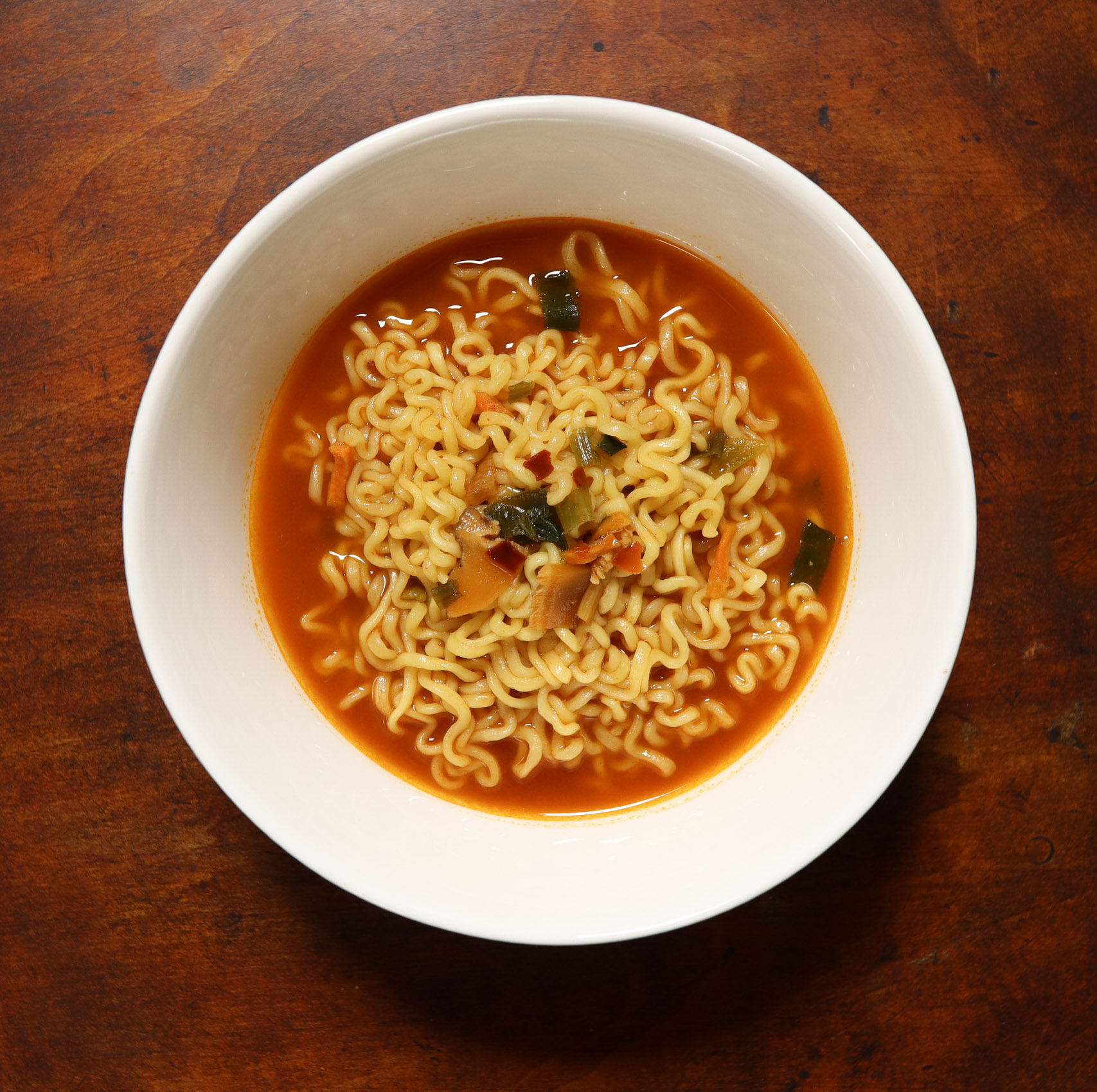
열라면
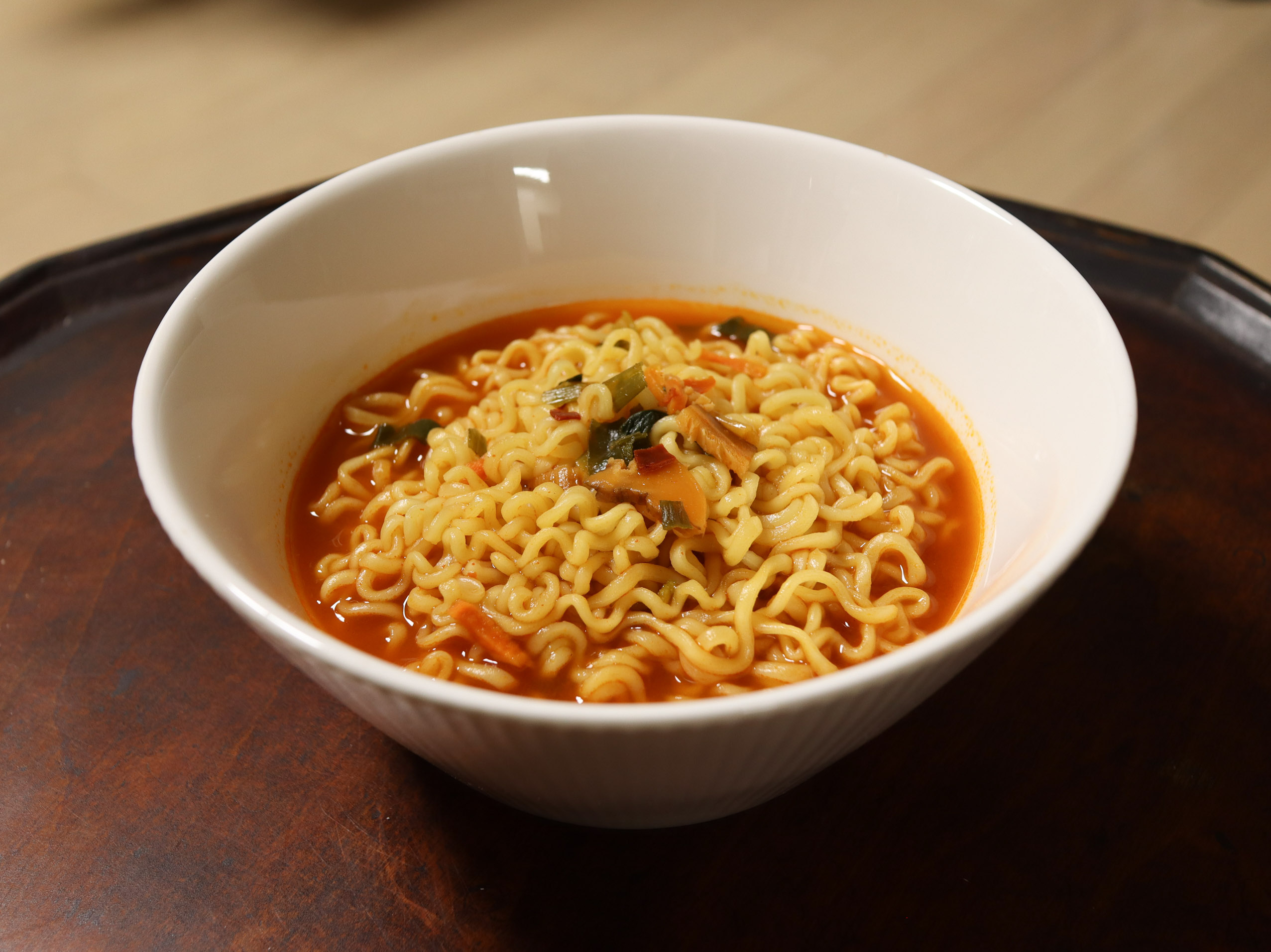
열라면